# American Mammoth Jackstock
L’American Mammoth Jackstock ou Mammoth Jack est une race d’âne américaine née du croisement entre différentes races européennes importées. Officiellement créée en 1988, la race est aujourd'hui gérée par l'American Mammoth Jackstock Registry. C'est un âne de très grande taille, dont la hauteur minimum au garrot est fixée par le registre d'élevage. Sa robe historique tire sur le noir et le brun, mais on trouve aujourd'hui une grande variété de robes chez cet âne. Élevé principalement pour la production mulassière dans son pays, il l'est également, mais en plus faibles effectifs, en Australie, en Nouvelle-Zélande et au Canada.

## Histoire de la race
Les origines de la race remontent aux premiers jours de l'histoire des États-Unis.
Avant le XVIIIe siècle, les États-Unis importaient directement leurs mules et mulets d'Europe.
George Washington eut l'initiative de favoriser ce type d'élevage sur le sol américain en vue de développer une politique de transport dynamisante pour l'économie.
Il envoya ainsi une requête au roi d'Espagne afin d'obtenir l'importation de baudets espagnols, chose qui était interdite à l'époque, l'Espagne pratiquant d'importantes mesures de protectionnisme.
Il obtint gain de cause, grâce à l'appui de La Fayette, et, sans trahir la loi, le roi fit don aux États-Unis de quatre ânes d'Andalousie, dont l'un mourut au cours du voyage. Les trois survivants débarquèrent à Mount Vernon en 1785. Malgré des débuts difficiles en raison du peu de connaissance des éleveurs quant à la façon de favoriser les accouplements contre nature entre un âne et une jument, la production mulassière s'est par la suite fortement développée. 
Entre 1785 et la guerre de Sécession, un grand nombre d'ânes furent importés d'Europe.
L'âne catalan était particulièrement recherché, mais on importa aussi des ânes andalous d'Espagne, des ânes de Malte, des baudets du Poitou de France, des ânes de Majorque et quelques sujets italiens. 
Les principaux pères fondateurs de la race sont ainsi l'âne de Majorque King Inca, l'âne catalan Great Western, et les baudets du Poitou nommés La Fleur, Starlight Paragon, Maringo Mammoth et Perfection.
La race a véritablement été créée en 1888, date à laquelle un premier registre d'élevage a été établi sous le nom d'American Breeders Association of Jacks and Jennets, qui a été suivi peu après d'un deuxième registre nommé Standard Jack and Jennet Registry of America. Les deux registres ont fusionné en 1923. 
On estime en 1920 la population d'American Mammoth Jackstock à 5 millions de sujets.
Mais la race n'a pas échappé, comme beaucoup de races asines, au déclin de l'élevage dans les années 1950. La hauteur requise pour rentrer dans le studbook a même été baissée pour répondre à la baisse spectaculaire des effectifs. La norme a été relevée dans les années 1980 alors que les effectifs de la race augmentaient.
Depuis 1988, le registre porte le nom d'American Mammoth Jackstock Registry (AMJR) et offre aux éleveurs et propriétaires ses services d'enregistrement, de transfert et de mise à jour.

## Description de la race

### Standard morphologique
La taille de cet âne est sa principale caractéristique. Le studbook de la race ne fixe en effet que la hauteur minimale au garrot. Il doit ainsi mesurer au moins 1,42 m pour les femelles et 1,47 m pour les mâles. Son poids est généralement compris entre 400 kg et 550 kg.
Sa tête est bien formée et déliée se terminant sur un bout du nez rond.
Les yeux sont grands et le regard profond.
Ses oreilles sont droites.
Le cou doit être musclé, mais pas trop épais et bien proportionné.
Son corps est large, profond et d'une bonne longueur.
Le rein est fort et la hanche pleine.
Les jambes sont fortes et épaisses. 
Les pieds sont grands et bien formés.
Des particularités morphologiques existent aussi au sein de la race en fonction de l'utilisation recherchée. Ainsi les ânes pour la selle seront plutôt bien charpentés et les membres légers, alors que ceux pour le trait se rapprocheront plus de l'âne andalou dans le modèle
.

### Robe
L’American Mammoth Jackstock a été sélectionné pendant de nombreuses décennies pour avoir une robe noire avec des marques blanches. Les tons bruns sont aussi acceptés, puisqu'ils faisaient réponse au souhait des propriétaires qui recherchaient des mules à la robe sombre. Aujourd'hui le marché a changé, et l’American Mammoth Jackstock tend de plus en plus vers une robe alezane qui assure la production d'une mule alezane si on le croise avec une jument de cette même robe. De manière générale, toutes les robes peu communes sont recherchées.

### Tempérament
C'est un âne intelligent, calme et docile. Familier par nature, il est facile à dresser.

## État de l'élevage
Aux États-Unis, l'American Livestock Breeds Conservancy recense aujourd'hui entre 3 000 et 4 000 ânes Mammoth, et seulement une centaine répondant au type historique avec une robe noire. La conservation de ces critères est une priorité pour la race. L'élevage de Mammoth Jacks est assuré par la persévérance des éleveurs à sélectionner et préserver les caractéristiques de la race suivant les standards définis il y a plus de 100 ans. 
La race s'exporte aussi très bien puisque l'on retrouve sa présence dans de nombreux pays pour la production d'ânes de grande taille pour la selle. C'est ainsi le cas en Australie, où la race avait tout d'abord été importée à la fin du XIXe siècle mais qui a fini par se diluer au cours des années. Aujourd'hui la Donkey All Breeds Society of Australia (D.A.B.S.A.) assure le suivi des sujets importés ces dernières années sur le sol australien et contrôle lignées, origines et respect des standards chez ses animaux. Il est aussi présent en Nouvelle-Zélande bien qu'en tout petit effectif puisqu'en 2004, on recensait un âne et deux ânesses Mammoth dans le pays. Le Canada possède également une petite population.

## Utilisations

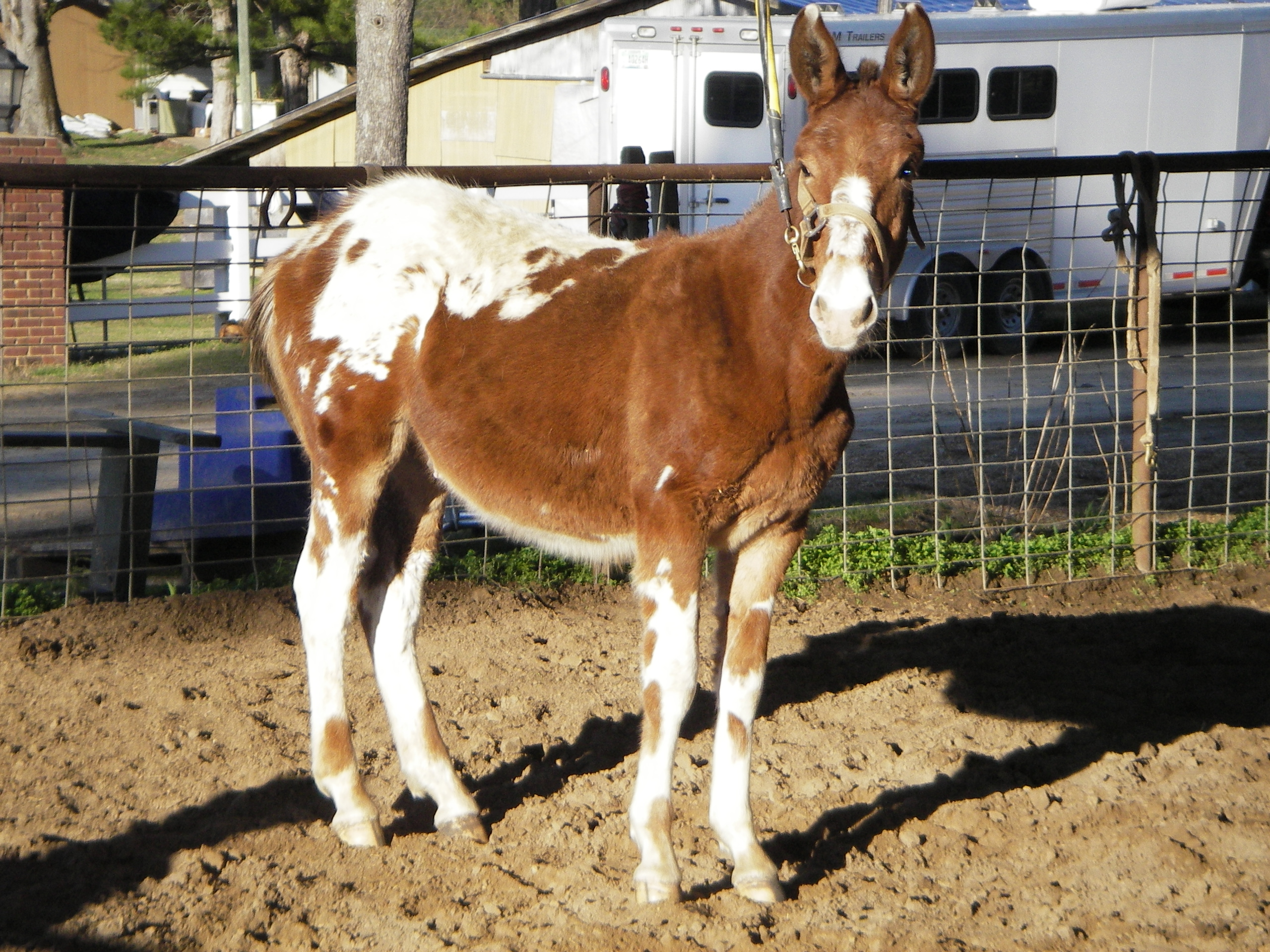
Jeune mule née du croisement entre un âne Mammoth jack et une jument appaloosa.

Il est utilisé pour la selle et le trait, mais c'est surtout dans la production mulassière qu'il est recherché. Son physique permet en effet d'obtenir de très grands mulets, capables de porter un homme de grande taille, même si la mule est généralement plus proche en taille du cheval que de l'âne.